# Haram (Norvegia)
Haram este o comună din provincia Møre og Romsdal, Norvegia.